# 郢曲抄
郢曲抄（えいきょくしょう）は、平安時代末期（12世紀）成立とみられる著者未詳の音楽書。当時の郢曲について記されている。

## 概要
『郢曲抄』は、治承年間（1177年 - 1181年）頃成立といわれるが詳細は明らかではない。著者も未詳であるが、『梁塵秘抄口伝集第十一』と同一のものとみられ、撰者は、当時の流行歌謡である今様を愛好し、『梁塵秘抄』を編集したことでも知られた後白河法皇と考えられる。古代以来の神楽や催馬楽の秘伝、また、今様や片下（かたおろし）、足柄（あしがら）、田歌などの由来や歌い方が記されている。
なお、郢曲は、平安時代初期には朗詠、催馬楽、神楽歌、風俗歌など宮廷歌謡の総称であったが、平安時代中期には今様歌を含むようになり、平安末期からは神歌（かみうた）、足柄、片下、古柳（こやなぎ）、沙羅林（さらのはやし）などの雑芸をも包含し、歌謡一般を指す広い意味のことばとなった。鎌倉時代末期の卜部兼好（吉田兼好）の随筆『徒然草』のなかに「梁塵秘抄の郢曲の詞（ことば）」とあるのは、郢曲のうち雑芸のことを指しているものと考えられている。これは、『郢曲抄』の別名を『梁塵秘抄巻十一』と称したことに起因するとみられる。